# ویلیام فرانسیس باتلر
ویلیام فرانسیس باتلر (انگلیسی: William Butler؛ ۳۱ اکتبر ۱۸۳۸ – ۷ ژوئن ۱۹۱۰ (aged 71)) فرد نظامی اهل پادشاهی متحد بریتانیای کبیر و ایرلند بود. وی همچنین برندهٔ جوایزی همچون نشان حمام شده‌است.